# Nes Ammim
Nes Ammim, gelegen nabij Akko in district Noord in Israël, is een leefgemeenschap met een guesthouse als primaire bron van inkomsten. Het dorp-bedrijf wordt ook wel als kibboets aangeduid. Naast de guesthouse, voerde men tot voor kort ook een rozenkwekerij, een avocadoplantage en een timmerbedrijf. Het dorp-bedrijf is vanaf het begin bemand door vrijwilligers uit West-Europa. De kwekerij en de plantage boden werk aan 200 seizoensarbeiders; de guesthouse biedt werk aan circa 30 vrijwilligers.
Het dorp-bedrijf is in 1963 gesticht en wilde een teken van solidariteit zijn voor de Joodse overlevenden van de Holocaust; 'Nes Ammim' is Hebreeuws voor "een teken voor de volken". Het uitgangspunt is de verbondenheid tussen christenen en Joden. Nes Ammim wil een nieuwe bladzijde zijn in het belaste geschiedenisboek van christenen en Joden. Het project zet zich daarom in voor ontmoeting en dialoog tussen christenen en Joden, en tussen Joodse en Arabische Israëli's.
Nes Ammim is een internationale beweging en wordt door diverse kerken (project Kerk en Israël) gesteund. Sinds de oprichting hebben duizenden jongeren, gezinnen en senioren uit Nederland, Duitsland, Zwitserland en andere West-Europese landen in het dorp gewoond en gewerkt. Terug in eigen land, hebben velen zich aangesloten bij de Nes Ammim verenigingen of vriendenkringen.

## Een ideaal

### Europees antisemitisme
De Joods-Europese cultuur is in de 20e eeuw in korte tijd doelbewust uitgewist door de nazi-ideologie Veel christenen hebben zich schuldig gemaakt aan passiviteit bij of zelfs collaboratie met deze uitroeiing. Joden hebben al eeuwenlang te maken met druk vanuit de kerk of vervolging in naam van het kruis. De Holocaust was 'slechts' de meest recente uiting van Europees antisemitisme. Zo waren er in de voorgaande eeuwen de kruistochten, pogroms tegen joden, de Spaanse Inquisitie en vormen van kerkelijk antisemitisme, zoals onder meer aangewakkerd door Maarten Luther.

### Rol van christenen
De christenen die na de Holocaust naar Nes Ammim zijn gekomen, hadden als doel om de relatie met het Joodse volk te herstellen. Men wilde een nieuw begin te maken op basis van gelijkwaardigheid en respect voor de levensovertuiging van de ander. Daarnaast wilde men een praktische bijdrage leveren aan de opbouw en ontwikkeling van Israël als staat. De wortels van het christendom liggen namelijk in het Jodendom en de idee van Nes Ammim grijpt hier op terug.
Het christendom kent evenals het jodendom een grote diversiteit aan stromingen en heeft daarom te maken met onderlinge twistpunten. Nes Ammim biedt een oecumenische omgeving waarin verschillende christenen samen leven en geloven. Toenadering tussen de diverse christelijke stromingen wordt gezocht door zich op overeenkomsten (gezamenlijke wortels) te richten in plaats van op de verschillen.

## Geschiedenis

### Het begin
Het idee voor de mosjav is in de jaren vijftig ontstaan, tijdens een gesprek tussen Johan Pilon en zijn Joodse vriend Shlomo Bezek. Met steun uit Duitsland, Nederland en Zwitserland is stichting Nes Ammim opgericht. De stichting heeft een groot stuk grond gekocht van een Druzische sjeik uit Abu Snan. Een Zwitsers gezin ging met een oude stadsbus uit Nazareth op de nog braakliggende grond wonen. In de zomer was de grond droog en gebarsten en in de winter was het nat en drassig. Gedreven door idealen en vol goede moed gingen ze aan het werk om het land vruchtbaar te maken. Vandaag hoort de bus bij een klein museum over de geschiedenis van Nes Ammim.

### Mosjav shitufi
Nes Ammim is ingericht als een mosjav shitufi. Deze vorm van mosjav heeft een aantal elementen gemeen met een kibboets, zo beschikt men over een gezamenlijk bedrijf. Daarnaast wordt het merendeel van de medewerkers betaald in natura. Dit houdt in dat de vrijwilligers door de mosjav in hun levensonderhoud worden voorzien. Er zijn diverse nutsdiensten zoals een wasserette en een chadar ochel en in plaats van salaris krijgt men een bescheiden maandelijkse toelage. 'Chadar ochel' is Hebreeuws voor eetzaal.

### Weerstand
De aankoop van grond was slechts de eerste stap. De nieuwkomers werden niet door alle Israëli's met open armen ontvangen. De Joodse Israëli's hadden geen behoefte aan christelijke buren die zouden proberen hun de les te lezen of te bekeren. Dit was namelijk precies de reden waarom ze Europa hadden verlaten. Door deze initiële weerstand heeft het lang geduurd voor de eerste barak gebouwd kon worden.
De grootste weerstand kwam van de nabijgelegen kibboets Lochamei HaGeta'ot. Deze kibboets is opgericht door een aantal strijders die de opstand in het Getto van Warschau overleefd hebben. Lochamei HaGeta'ot is Hebreeuws voor 'gettovechters'. In hun strijd om te overleven hebben ze nauwelijks hulp gehad van christenen en het was dus begrijpelijk dat ze niet bijzonder enthousiast waren over Nes Ammim. Bovendien hadden ze erg veel moeite met Duitse deelnemers aan het project. Uiteindelijk ging men akkoord, op voorwaarde dat er geen Duitsers zouden komen wonen. Leden van de kibboets richtte in 1949 een museum op, Beit Lochamei HaGeta'ot geheten.
Ander protest kwam vanuit de Joodse gemeenschap, bij monde van Rabbijn Keller. Hij was sterk gekant tegen de komst van christenen omdat hij vreesde dat ze zouden proberen hun geloof op te dringen. Uiteindelijk ging ook deze groep akkoord, op voorwaarde dat Nes Ammim geen huisvesting zou bieden aan Joden. Men wilde absoluut voorkomen dat er geëvangeliseerd zou worden.
Kerken in Europa waren ook niet meteen enthousiast. Gezien de doelen van het project was het dus vanzelfsprekend dat een project als deze, dat nota bene met kerk gelden gesponsord werd, zijn steentje zou bijdragen aan de verspreiding van het geloof. Nes Ammim had echter aangegeven zich volledig te onthouden van dergelijke activiteiten en daar had men moeite mee.

### Vrijwilligers
Het heeft heel wat inspanning gekost om het project van de grond te krijgen. Het was dan ook een droom die uitkwam, toen de eerste barakken gebouwd konden worden. De barakken zijn erg eenvoudig en om de toestroom van gezinnen uit Nederland en Zwitserland te huisvesten, werden er paviljoenen en huizen gebouwd.
Otto Busse was de eerste Duitser in Nes Ammim. Vanwege zijn steun aan de gettostrijders in Warschau verleende Lochamei HaGeteot toestemming voor zijn komst. Lochamei HaGettaot veranderde bovendien van standpunt, want men vond dat wanneer Busse toestemming kreeg, dit voor alle Duitsers moest gelden. Naast de landen waar Stichting Nes Ammim actief was, kwamen er ook gezinnen en alleenstaanden uit landen als België, Groot-Brittannië en Hongarije.
Vrijwilligers blijven voor een bepaalde termijn. Deze termijn bedraagt voor vrijgezellen meestal enkele maanden tot een jaar (short term). Gezinnen blijven vaak wat langer (long term), in sommige gevallen zelfs meer dan 10 jaar. Elk kind dat in Nes Ammim geboren is, heeft een eigen boom in het 'kinderbos'. Nes Ammim wil deelnemen aan de Israëlische maatschappij en zodoende gaan de kinderen naar een Israëlische school. Om te voorkomen dat kinderen een leerachterstand oplopen ten opzichte van het onderwijs in het thuisland, krijgen ze aanvullend onderwijs in hun eigen taal. De school bevindt zich in de naburige mosjav Regba. Regba is vanaf het begin betrokken geweest bij de oprichting van Nes Ammim en beide mosjaviem hebben dan ook een goede onderlinge verstandhouding. Inmiddels is een hele generatie in Regba opgegroeid met Europese kinderen uit Nes Ammim.

### Uitbreiding
Nes Ammim had ook inkomsten nodig. Hiervoor had men een timmerbedrijf waar onder andere houten trappen werden gemaakt. Daarnaast wilden de Europeanen nieuwe kennis introduceren en hebben ze, in overleg met de lokale overheid, besloten om broeikassen neer te zetten en een rozenkwekerij te beginnen. Zodoende konden de Israëli's komen kijken en leren over de technologie en werkwijze, zodat ze deze kennis zelf ook konden toepassen om broeikassen te installeren. Later zijn er ook Avocadovelden toegevoegd en Nes Ammim heeft lange tijd geleefd van de (glas)tuinbouw.
Uiteindelijk heeft men het timmerbedrijf en de tuinbouw afgestoten, om zich volledig te richten op het hotel. De eerste tijd waren het voornamelijk toeristen die kwamen logeren. Na verloop van tijd werd Nes Ammim ook door steeds meer Joodse Israëli's ontdekt en zodoende zijn er stappen genomen om het hotel koosjer te maken. Nes Ammim kan nu dus ook religieuze Joodse Israëli's verwelkomen.

## Cultuur en godsdienst

### Joodse cultuur
In Nes Ammim probeert men meer te leren over de Joodse godsdienst. Dit gebeurt onder andere door de godsdienst te bestuderen, erover te discussiëren en door eraan deel te nemen. De vrijwilligers worden vaak uitgenodigd om in andere Israëlische dorpen een herdenking of feest mee te maken. Joodse feesten worden in het hotel gevierd, waar de gasten ze normaal gesproken zouden vieren. In Nes Ammim zelf, wordt bijvoorbeeld de Kristallnacht herdacht. Daarnaast worden er lezingen aangeboden waarin de herdenkingen en feesten nader worden bekeken.
Een wekelijks terugkerend feest in Nes Ammim is Erev Sabbat. 'Erev Sabbat' is Hebreeuws voor 'Sabbat avond'. Het wordt op vrijdagavond gevierd en luidt het begin van de Sabbat in. Zoals gebruikelijk in religieuze Joodse huishoudens, steken de vrouwen en kinderen kaarsen aan en worden er traditionele liederen gezongen. Daarna worden de dankbeden uitgesproken over het brood en de wijn, en volgt een feestelijke maaltijd. Elk gebed wordt afgesloten met de woorden "zoals wordt gezegd in Joodse huishoudens".

### Wekelijkse samenkomst
Elke zondagavond wordt er een oecumenische samenkomst georganiseerd. De gemeenschap wordt gevormd door veelkleurige mengeling van verschillende stromingen binnen het christendom. Sommige elementen van de samenkomst doen denken aan het Katholicisme terwijl andere weer terug te vinden zijn binnen het protestantisme. De nadruk in de samenkomsten ligt niet zo sterk op het Nieuwe Testament zoals in de meeste Westerse kerken gebruikelijk is. Men wil namelijk zo veel mogelijk een gezamenlijke Joods-christelijke liturgie handhaven.

### House of prayer & study
Het gebouw waar onder andere lezingen en diensten worden gehouden wordt ook wel house of prayer & study genoemd en bevat elementen van de oudste Byzantijnse kerk in Israël. Zo is er een mooie ontvangsthal met een waterbad. In vroeger tijden kon men daar de voeten wassen alvorens de kerk te betreden.
Het is een multifunctioneel gebouw met ruimte voor samenkomsten, concerten en lezingen. De vormgeving en aankleding van het gebouw zijn zo neutraal mogelijk en daarom is ervoor gekozen geen 'geladen' symbolen te gebruiken. Er is wel sprake van onopvallende symboliek, zoals een patroon van 12 ramen voor de stammen van Israël.

### Intercultureel
Nes Ammim is regelmatig gastheer voor ontmoetingen tussen groepen met verschillende religieuze en etnische achtergronden. In het begin waren het vooral ontmoetingen tussen Joden en christenen, maar later ook tussen christenen en moslims en zelfs Joden en moslims. Na verloop van tijd werd de meerwaarde van Nes Ammim erkend en verdween de achterdocht bij de naburige dorpen. Zo is Nes Ammim geworden wat het nu is, een dorp-bedrijf in een gebied met mengeling van Joodse en Arabische dorpen en steden. Nes Ammim maakt deel uit van de Inter-religious Coordination Council of Israel (ICCI); deze raad bestaat uit meer dan 60 Joodse, christelijke en islamitische organisaties en centra.